# Jaap Eden Trofee 2024
De Marathonschaatsen 2024/2025 Marathon Cup 1; 52e Jaap Eden Trofee 2024  was de eerste wedstrijd van het Marathonseizoen die op zaterdag 19 oktober 2024 plaatsvond op de Jaap Edenbaan in Amsterdam. 
Bij de mannen ging de overwinning naar Homme Jan de Groot. De Groot was de snelste van de kopgroep met vier man; Jordy van Workum, Jordy Harink en Stefan Wolffenbuttel. Van Workum werd tweede in de sprint en Jordy Harink als derde, waardoor Wolffenbuttel als kind van de rekening niet op het podium eindigde. Voor De Groot was de winst in deze Jaap Eden Trofee zijn allereerste overwinning ooit in het landelijke marathonschaatsen. Voor de tweede keer in Marijke Groenewoud haar carrière won Groenewoud de Jaap Eden Trofee. Groenewoud was het snelste in de massasprint na een wedstrijd waarin het verschil met name achterin de koers werd gemaakt. Nadat een late kopgroep van zes nog door de ploeggenoten van Groenewoud werd geneutraliseerd klopte de kopvrouw op de streep ploeggenote Bente Kerkhoff en Esther Kiel. Van de slechts 43 rijdsters die in Amsterdam aan de start stonden was voor 15 de wedstrijd voor half koers al voorbij.
Bij de eerste beloftenmarathon bij de mannen werd gewonnen door Kevin van der Horst. De Staphorster was in de massasprint sneller dan Daan Berkhout en Arjen van Damme. Ondanks verschillende aanvalspogingen slaagde er bij de beloften mannen geen in weg te blijven. Met duidelijk verschil was het vervolgens Van der Horst die zich sneller toonde. Ploeggenoot Chris de Velde was op de vierde plaats de beste jongere en mocht voor de witte jongerentrui naar het podium. Maaike Koelewijn heeft de eerste Daikin Marathon Cupwedstrijd voor beloften vrouwen gewonnen. Halverwege koers een kopgroep van vijftien rijdster rond. Na het afsprinten van het peloton sprong Melissa Mooijman weg en bleef lang voor de achtervolgers uit. Nadat de Mooijman was bijgehaald draaide het uit op een sprint waarin Koelewijn zich het snelste toonde. Mayke Vriesinga was goed voor de tweede plaats, Manon Gremmen werd derde.

## Tijdschema
| Datum               | Tijd (CET) | Onderdeel           |
| ------------------- | ---------- | ------------------- |
| Zaterdag 19 oktober | 18:10      | Beloften vrouwen    |
| Zaterdag 19 oktober | 19:00      | Top-divisie vrouwen |
| Zaterdag 19 oktober | 20:15      | Top-divisie mannen  |
| Zaterdag 19 oktober | 21:45      | Beloften mannen     |

## Podia
| Klasse             | Eerste              | Tweede           | Derde           |
| ------------------ | ------------------- | ---------------- | --------------- |
| Topdivisie mannen  | Homme Jan de Groot  | Jordy van Workum | Jordy Harink    |
| Topdivisie vrouwen | Marijke Groenewoud  | Bente Kerkhoff   | Esther Kiel     |
| Beloften mannen    | Kevin van der Horst | Daan Berkhout    | Arjen van Damme |
| Beloften vrouwen   | Maaike Koelewijn    | Mayke Vriesinga  | Manon Gremmen   |

## Uitslag Top-divisie mannen[2]
| #      | Rijder               | Nationaliteit | Ploeg                             | Ronde | Punten |
| ------ | -------------------- | ------------- | --------------------------------- | ----- | ------ |
| Goud   | Homme Jan de Groot   | Nederland     | Team Essent                       | 125   | 30,1   |
| Zilver | Jordy van Workum     | Nederland     | Team Reggeborgh                   | 125   | 26     |
| Brons  | Jordy Harink         | Nederland     | Royal A-ware                      | 125   | 23     |
| 4      | Stefan Wolffenbuttel | Nederland     | OKAY/Interfarms                   | 125   | 22     |
| 5      | Evert Hoolwerf       | Nederland     | Team Reggeborgh                   | 120   | 16     |
| 6      | Robert Post          | Nederland     | Team Essent                       | 120   | 15     |
| 7      | Christiaan Hoekstra  | Nederland     | Hamco / Motorama                  | 120   | 14     |
| 8      | Luc ter Haar         | Nederland     | Bouwselect / De Haan Westerhoff   | 120   | 13     |
| 9      | Jeroen Janissen      | Nederland     | OKAY/Interfarms                   | 120   | 12     |
| 10     | Maikel Stam          | Nederland     | VGR Sport / Galesloot constructie | 120   | 11     |
| 11     | Lars Woelders        | Nederland     | Sprog                             | 120   | 10     |
| 12     | Christian Haasjes    | Nederland     | Bouwselect / De Haan Westerhoff   | 120   | 9      |
| 13     | Mats Stoltenborg     | Nederland     | Team Essent                       | 120   | 8      |
| 14     | Daan Gelling         | Nederland     | Royal A-ware                      | 120   | 7      |
| 15     | Niels Immerzeel      | Nederland     | VGR Sport / Galesloot constructie | 120   | 6      |
| 16     | Jorian ten Cate      | Nederland     | OKAY/Interfarms                   | 120   | 5      |
| 17     | Koen de Best         | Nederland     | Port of Amsterdam / SKITS         | 120   | 4      |
| 18     | Hylke de Boer        | Nederland     | Sprog                             | 120   | 3      |
| 19     | Harm Visser          | Nederland     | Team Essent                       | 120   | 2      |
| 20     | Bart Swings          | België        | OKAY/Interfarms                   | 120   | 1      |

125 ronden
1:11:08uur (gem. 34,1sec) 42,2km/h

### Standen na Marathon Cup 1
| Stand Marathon Cup | Stand Marathon Cup   | Stand Marathon Cup | Stand Marathon Cup                | Stand Marathon Cup |
| Nr.                | Naam                 | Nationaliteit      | Ploeg                             | Punten             |
| ------------------ | -------------------- | ------------------ | --------------------------------- | ------------------ |
| 1                  | Homme Jan de Groot   | Nederland          | Team Essent                       | 30,1               |
| 2                  | Jordy van Workum     | Nederland          | Team Reggeborgh                   | 26                 |
| 3                  | Jordy Harink         | Nederland          | Royal A-ware                      | 23                 |
| 4                  | Stefan Wolffenbuttel | Nederland          | OKAY/Interfarms                   | 22                 |
| 5                  | Evert Hoolwerf       | Nederland          | Team Reggeborgh                   | 16                 |
| 6                  | Robert Post          | Nederland          | Team Essent                       | 15                 |
| 7                  | Christiaan Hoekstra  | Nederland          | Hamco / Motorama                  | 14                 |
| 8                  | Luc ter Haar         | Nederland          | Bouwselect / De Haan Westerhoff   | 13                 |
| 9                  | Jeroen Janissen      | Nederland          | OKAY/Interfarms                   | 12                 |
| 10                 | Maikel Stam          | Nederland          | VGR Sport / Galesloot constructie | 11                 |

| Stand Jongerenklassement | Stand Jongerenklassement | Stand Jongerenklassement | Stand Jongerenklassement        | Stand Jongerenklassement |
| Nr.                      | Naam                     | Nationaliteit            | Ploeg                           | Punten                   |
| ------------------------ | ------------------------ | ------------------------ | ------------------------------- | ------------------------ |
| 1                        | Lars Woelders            | Nederland                | Sprong                          | 10                       |
| 2                        | Christian Haasjes        | Nederland                | Bouwselect / De Haan Westerhoff | 9                        |
| 3                        | Jorian ten Cate          | Nederland                | OKAY/Interfarms                 | 5                        |
| 4                        | Hylke de Boer            | Nederland                | Sprong                          | 3                        |

| Ploegenklassement | Ploegenklassement                | Ploegenklassement |
| Nr.               | Ploeg                            | Punten            |
| ----------------- | -------------------------------- | ----------------- |
| 1                 | Team Essent                      | 125               |
| 2                 | Team Reggeborgh                  | 107               |
| 3                 | OKAY/Interfarms                  | 106               |
| 4                 | Royal A-ware                     | 95                |
| 5                 | Bouwselect / De Haan Westerhoff  | 91                |
| 6                 | VGR Sport / Galesloot constructi | 83                |
| 7                 | Sprong                           | 81                |
| 8                 | Hamco / Motorama                 | 53                |
| 9                 | Port of Amsterdam / SKITS        | 53                |
| 10                | A6.nl / KMC                      | 37                |

## Uitslag Top-divisie vrouwen[3]
| #      | Rijder                    | Nationaliteit | Ploeg                               | Ronde | Punten |
| ------ | ------------------------- | ------------- | ----------------------------------- | ----- | ------ |
| Goud   | Marijke Groenewoud        | Nederland     | Team Albert Heijn Zaanlander        | 80    | 25,1   |
| Zilver | Bente Kerkhoff            | Nederland     | Team Albert Heijn Zaanlander        | 80    | 21     |
| Brons  | Esther Kiel               | Nederland     | Puur ICT-BTZ                        | 80    | 18     |
| 4      | Elsemieke van Maaren      | Nederland     | OKAY/Interfarms                     | 80    | 17     |
| 5      | Sofia Schilder            | Nederland     | Wokke Vastgoed                      | 80    | 16     |
| 6      | Jet Fransen               | Nederland     | Wokke Vastgoed                      | 80    | 15     |
| 7      | Maaike Verweij            | Nederland     | Team Albert Heijn Zaanlander        | 80    | 14     |
| 8      | Tessa Snoek               | Nederland     | VGR Sport / Vreugdenhil Dairy Foods | 80    | 13     |
| 9      | Evelien Vijn              | Nederland     | VGR Sport / Vreugdenhil Dairy Foods | 80    | 12     |
| 10     | Loesanne van der Geest    | Nederland     | Puur ICT-BTZ                        | 80    | 11     |
| 11     | Sophie Kraaijeveld        | Nederland     | Turner                              | 80    | 10     |
| 12     | Tjilde Bennis             | Nederland     | Turner                              | 80    | 9      |
| 13     | Esmée Brommer             | Nederland     | Wokke Vastgoed                      | 80    | 8      |
| 14     | Arianna Pruisscher        | Nederland     | A6.nl / KMC                         | 80    | 7      |
| 15     | Sanne in 't Hof           | Nederland     |                                     | 80    | 6      |
| 16     | Eline van Voorden         | Nederland     | Fortune Coffee                      | 80    | 5      |
| 17     | Merel Conijn              | Nederland     | Team Albert Heijn Zaanlander        | 80    | 4      |
| 18     | Esmee Visser              | Nederland     | Bouwbedrijf De Vries                | 80    | 3      |
| 19     | Paula Konijn              | Nederland     | OCRE                                | 80    | 2      |
| 20     | Carla Ketellapper-Zielman | Nederland     | A6.nl / KMC                         | 80    | 1      |

80 ronden
0:49:32uur (gem. 37,2sec) 38,8km/h

### Standen na Marathon Cup 1
| Stand Marathon Cup | Stand Marathon Cup     | Stand Marathon Cup | Stand Marathon Cup                  | Stand Marathon Cup |
| Nr.                | Naam                   | Nationaliteit      | Ploeg                               | Punten             |
| ------------------ | ---------------------- | ------------------ | ----------------------------------- | ------------------ |
| 1                  | Marijke Groenewoud     | Nederland          | Team Albert Heijn Zaanlander        | 25,1               |
| 2                  | Bente Kerkhoff         | Nederland          | Team Albert Heijn Zaanlander        | 21                 |
| 3                  | Esther Kiel            | Nederland          | Puur ICT-BTZ                        | 18                 |
| 4                  | Elsemieke van Maaren   | Nederland          | OKAY/Interfarms                     | 17                 |
| 5                  | Sofia Schilder         | Nederland          | Wokke Vastgoed                      | 16                 |
| 6                  | Jet Fransen            | Nederland          | Wokke Vastgoed                      | 15                 |
| 7                  | Maaike Verweij         | Nederland          | Team Albert Heijn Zaanlander        | 14                 |
| 8                  | Tessa Snoek            | Nederland          | VGR Sport / Vreugdenhil Dairy Foods | 13                 |
| 9                  | Evelien Vijn           | Nederland          | Puur ICT-BTZ                        | 12                 |
| 10                 | Loesanne van der Geest | Nederland          | Puur ICT-BTZ                        | 11                 |

| Stand jongerenklassement | Stand jongerenklassement | Stand jongerenklassement | Stand jongerenklassement     | Stand jongerenklassement |
| Nr.                      | Naam                     | Nationaliteit            | Ploeg                        | Punten                   |
| ------------------------ | ------------------------ | ------------------------ | ---------------------------- | ------------------------ |
| 1                        | Bente Kerkhoff           | Nederland                | Team Albert Heijn Zaanlander | 21                       |
| 2                        | Sofia Schilder           | Nederland                | Wokke Vastgoed               | 16                       |
| 3                        | Jet Fransen              | Nederland                | Wokke Vastgoed               | 15                       |
| 4                        | Evelien Vijn             | Nederland                | Puur ICT-BTZ                 | 12                       |
| 5                        | Sophie Kraaijeveld       | Nederland                | Turner                       | 10                       |
| 6                        | Esmée Brommer            | Nederland                | Wokke Vastgoed               | 8                        |
| 7                        | Merel Conijn             | Nederland                | Team Albert Heijn Zaanlander | 4                        |

| Stand ploegenklassement | Stand ploegenklassement          | Stand ploegenklassement |
| Nr.                     | Ploeg                            | Punten                  |
| ----------------------- | -------------------------------- | ----------------------- |
| 1                       | Team Albert Heijn Zaanlander     | 135                     |
| 2                       | Wokke Vastgoed                   | 111                     |
| 3                       | Puur ICT-BTZ                     | 100                     |
| 4                       | VGR Sport / Galesloot constructi | 95                      |
| 5                       | Turner                           | 67                      |
| 6                       | A6.nl / KMC                      | 57                      |
| 7                       | Skadi / P&G Safety / Mark Boum   | 49                      |
| 8                       | OKAY/Interfarms                  | 48                      |
| 9                       | OCRE                             | 41                      |
| 10                      | Fortune Coffee                   | 30                      |
| 11                      | Bouwbedrijf De Vries             | 28                      |

## Uitslag beloften mannen[4]
| #      | Rijder              | Nationaliteit | Ploeg                                  | Ronde | Punten |
| ------ | ------------------- | ------------- | -------------------------------------- | ----- | ------ |
| Goud   | Kevin van der Horst | Nederland     | Royal A-ware                           | 100   | 25,1   |
| Zilver | Daan Berkhout       | Nederland     | Team Reggeborgh                        | 100   | 21     |
| Brons  | Arjen van Damme     | Nederland     | Skate@sea                              | 100   | 18     |
| 4      | Chris de Velde      | Nederland     | Royal A-ware                           | 100   | 17     |
| 5      | Joël Haasjes        | Nederland     | Arbeidsrecht de Graaf                  | 100   | 16     |
| 6      | Matthé Pronk        | Nederland     | OKAY/Interfarms                        | 100   | 15     |
| 7      | Twan Berlijn        | Nederland     | Wokke Vastgoed                         | 100   | 14     |
| 8      | Jurrian Haasjes     | Nederland     | Arbeidsrecht de Graaf                  | 100   | 13     |
| 9      | Tom den Heijer      | Nederland     | OKAY/Interfarms                        | 100   | 12     |
| 10     | Arn Botman          | Nederland     | Wokke Vastgoed                         | 100   | 11     |
| 11     | Ids Bouma           | Nederland     | OKAY/Interfarms                        | 100   | 10     |
| 12     | Sipke Sijtsema      | Nederland     | Douma Staal                            | 100   | 9      |
| 13     | Rick Meijer         | Nederland     | Bouwselect / De Haan Westerhoff        | 100   | 8      |
| 14     | Jitse Wiersma       | Nederland     | Speelman / Exclusief Vastgoedbeheer    | 100   | 7      |
| 15     | Jochem Posthumus    | Nederland     | Speelman / Exclusief Vastgoedbeheer    | 100   | 6      |
| 16     | Adne Koster         | Nederland     | Speelman / Exclusief Vastgoedbeheer    | 100   | 5      |
| 17     | Chris Brommersma    | Nederland     | Spieren voor Spieren / Douna Machinery | 100   | 4      |
| 18     | Bram Kras           | Nederland     | Wokke Vastgoed                         | 100   | 3      |
| 19     | Jasper Tinga        | Nederland     | Douma Staal                            | 100   | 2      |
| 20     | Stefan Huizenga     | Nederland     |                                        | 100   | 1      |

100 ronden
0:56:24uur (gem. 33,8sec) 42,6km/h

## Uitslag Top-divisie vrouwen[5]
| #      | Rijder                  | Nationaliteit | Ploeg                                        | Ronde | Punten |
| ------ | ----------------------- | ------------- | -------------------------------------------- | ----- | ------ |
| Goud   | Maaike Koelewijn        | Nederland     | Fortune Coffee                               | 60    | 30,1   |
| Zilver | Mayke Vriesinga         | Nederland     | Boltrics                                     | 60    | 26     |
| Brons  | Manon Gremmen           | Nederland     | Husqvarna / Praktijk Centrum Bomen           | 60    | 23     |
| 4      | Amber van der Meijden   | Nederland     | KNSB Inline Selectie                         | 60    | 22     |
| 5      | Iris Tiben              | Nederland     | Wokke Vastgoed                               | 60    | 21     |
| 6      | Lianne van Gameren      | Nederland     | Skadi / P&G Safety / Mark Bouman Grondwerken | 60    | 20     |
| 7      | Susanne Prins           | Nederland     | Speelman / Exclusief Vastgoedbeheer          | 60    | 19     |
| 8      | Judith Krabbenborg      | Nederland     | ORCE                                         | 60    | 18     |
| 9      | Liset Speelman          | Nederland     | Speelman / Exclusief Vastgoedbeheer          | 60    | 17     |
| 10     | Tijn Borst              | Nederland     | Victron Energy                               | 60    | 16     |
| 11     | Emma Noz                | Nederland     | Leontienhuis                                 | 60    | 15     |
| 12     | Anna Marit Sybrandi     | Nederland     | Boltrics                                     | 60    | 14     |
| 13     | Fleur Veen              | Nederland     | KNSB Inline Selectie                         | 60    | 13     |
| 14     | Melissa Mooijman        | Nederland     | Wokke Vastgoed                               | 60    | 12     |
| 15     | Muriël Meijer           | Nederland     | OCRE                                         | 60    | 11     |
| 16     | Britt van Wees          | Nederland     | Wokke Vastgoed                               | 60    | 5      |
| 17     | Viviana Rodríguez Rojas | Chili         | 21Adventures.nl                              | 60    | 4      |
| 18     | Sam van der Monde       | Nederland     | Gewest Friesland                             | 60    | 3      |
| 19     | Tara Donoghue           | Ierland       | Leontienhuis                                 | 60    | 2      |
| 20     | Thirza Koers            | Nederland     | Speelman / Exclusief Vastgoedbeheer          | 60    | 1      |

60 ronden
0:37:08uur (gem. 37,1sec) 38,8km/h

### Snelste wedstrijdgemiddelde
| Klasse              | Snelste gemiddelde        | Tijd     | Ronden | Schaatsster         | Nationaliteit | Ploeg                        |
| ------------------- | ------------------------- | -------- | ------ | ------------------- | ------------- | ---------------------------- |
| Top-divisie Mannen  | 45,2km/h (gem. 34,1 sec.) | 01:06:21 | 125    | Homme Jan de Groot  | Nederland     | Team Essent                  |
| Top-divisie Vrouwen | 38,8km/h (gem. 37,2 sec.) | 00:49:32 | 80     | Marijke Groenewoud  | Nederland     | Team Albert Heijn Zaanlander |
| Beloften Mannen     | 42,6km/h (gem. 33,8 sec.) | 00:56:20 | 100    | Kevin van der Horst | Nederland     | Royal A-ware                 |
| Beloften Vrouwen    | 38,8km/h (gem. 37,1 sec.) | 00:37:08 | 60     | Maaike Koelewijn    | Nederland     | Fortune Coffee               |

1971 · 
1972 · 
1973 ·
1974 · 
1975 · 
1976 · 
1977 · 
1978 · 
1979 · 
1980 · 
1981 · 
1982 · 
1983 · 
1984 · 
1985 · 
1986 · 
1987 · 
1988 · 
1989 · 
1990 · 
1991 · 
1992 · 
1993 · 
1994 · 
1995 · 
1996 · 
1997 · 
1998 · 
1999 · 
2000 · 
2001 · 
2002 · 
2003 · 
2004 · 
2005 · 
2006 · 
2007 · 
2008 · 
2009 · 
2010 · 
2011 · 
2012 · 
2013 · 
2014 · 
2015 · 
2016 · 
2017 · 
2018 · 
2019 · 
2020 ·  
2021 · 
2022 · 
2023 · 
2024
Marathon Cup 1 · 
Marathon Cup 2 · 
Marathon Cup 3 ·
Marathon Cup 4 · 
Marathon Cup 5 · 
Marathon Cup 6 · 
Marathon Cup 7 · 
Marathon Cup 8 · 
De Vier van Noord-Holland 1 · 
De Vier van Noord-Holland 2 · 
De Vier van Noord-Holland 3 · 
De Vier van Noord-Holland 4 · 
Marathon Cup 9 · 
NK kunstijs · 
Marathon Cup 10 · 
Marathon Cup 11 · 
Marathon Cup 12 · 
Marathon Cup 13 · 
Grand Prix 1 · 
Open NK natuurijs · 
Grand Prix 2 · 
Grand Prix 3 · Marathon Cup 14 · 
Marathon Cup 15 · 
Grand Prix 4 · 
Grand Prix 5 · 
Grand Prix 6 ·  
Marathon Cup 16  · 
Klassementen: KNSB Cup ·
Jongeren · 
Ploegen ·
Grand Prix ·
Club-assistent Brabantcup ·
De Vier van Noord-Holland
Lijst van schaatsmarathonrijders 2024/2025